# 彩 -IRO-
『彩 -IRO-』（いろ）は、2010年2月11日にリリースされたコタニキンヤ.の1枚目のアルバム（MC-K2、コタニキンヤ、キンヤ名義でリリースされた作品を含めると通算6枚目）。発売元はQUEST。

## 概要
アルバムリリースはコタニキンヤ.への改名後は初、前作『三日月』より約3年半ぶりとなる。
2009年6月から12月にかけて行われたライブツアー「LIVE BOOMER'09 TOUR BURST LIMIT」において各会場限定シングルとして販売された「inherit」、「ニジイロLife.」、「Sleepless Riders〜眠りを捨てた戦士たちの憂鬱」、「キミトボク」、「BA-KU」、「Code - 139.」、「alabaster」、「Burst Limit」の他にオリジナル曲が4曲が収録されている。
CDのみとCD+DVDの2形態でリリースされた。

## 収録曲
1. 彩 -IRO-
2. Strings
3. BURST LIMIT
4. Sleepless Riders 〜眠りを捨てた戦士たちの憂鬱
5. キミトボク
6. alabaster
7. BA-KU
8. CODE-139
9. D.O.U.B.T 〜Ver.V-JAK MIX〜
10. 鴉 〜CROW〜
11. ニジイロLife.
12. inherit